# Wielka Wieś (gromada w powiecie krakowskim)
Wielka Wieś (do 31 XII 1968 Modlnica) – dawna gromada, czyli najmniejsza jednostka podziału terytorialnego Polskiej Rzeczypospolitej Ludowej w latach 1954–1972.
Gromady, z gromadzkimi radami narodowymi (GRN) jako organami władzy najniższego stopnia na wsi, funkcjonowały od reformy reorganizującej administrację wiejską przeprowadzonej jesienią 1954 do momentu ich zniesienia z dniem 1 stycznia 1973, tym samym wypierając organizację gminną w latach 1954–1972.
Gromadę Wielka Wieś z siedzibą GRN w Wielkiej Wsi utworzono 1 stycznia 1969 w powiecie krakowskim w woj. krakowskim w związku z przeniesieniem siedziby GRN gromady Modlnica z Modlnicy do Wielkiej Wsi i przemianowaniem jednostki na gromada Wielka Wieś (w momencie transformacji do gromady Modlnica przyłączono obszar zniesionej gromady Biały Kościół). Dla gromady ustalono 24 członków gromadzkiej rady narodowej.
Według stanu z 1 stycznia 1970 gromada Wielka Wieś składała się ze wsi: Biały Kościół, Bębło, Będkowice, Czajowice, Giebułtów, Modlnica, Modlniczka, Prądnik Korzkiewski, Szyce, Tomaszowice, Wielka Wieś i Wierzchowie.
Gromada przetrwała do końca 1972 roku, czyli do kolejnej reformy gminnej. 1 stycznia 1973 utworzono gminę Wielka Wieś.